# Yvonne De Carlo

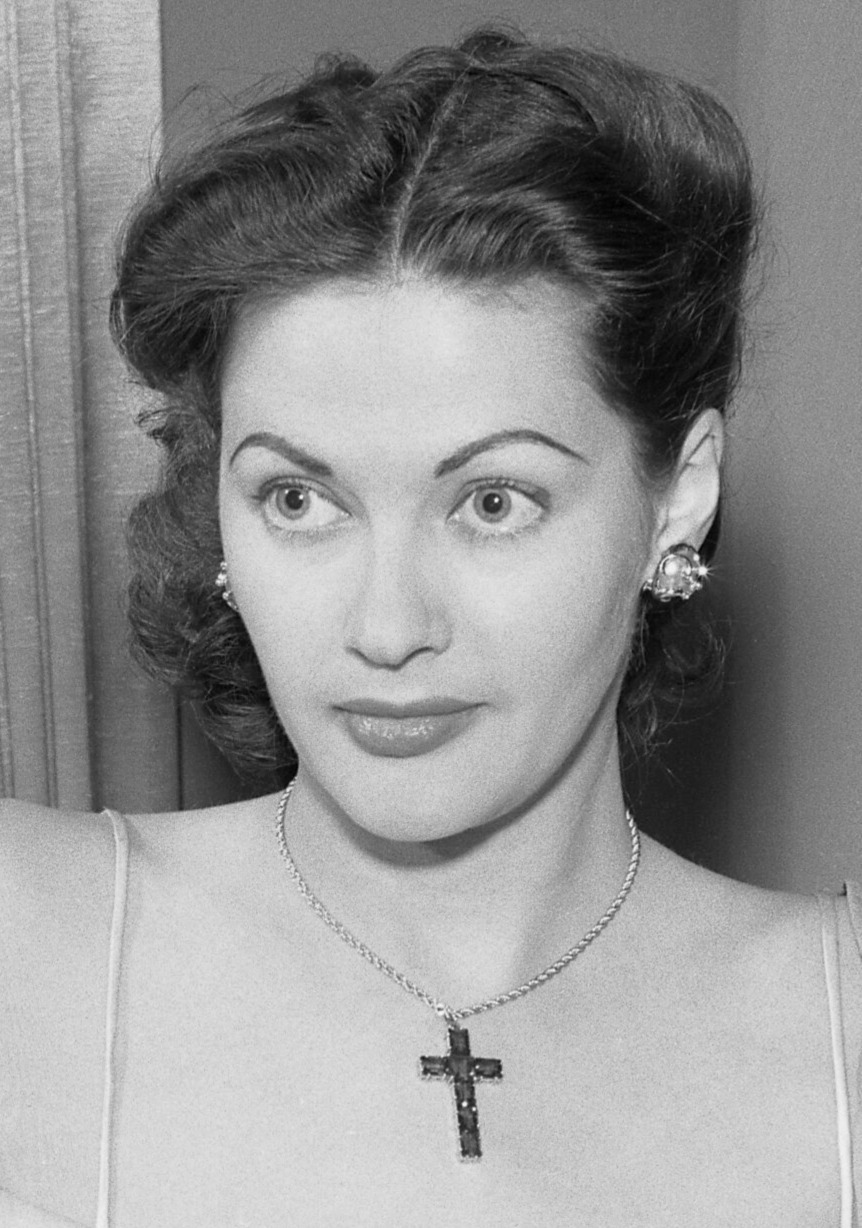
Yvonne De Carlo (1952)

Yvonne De Carlo (* 1. September 1922 in Vancouver als Margaret Yvonne Middleton; † 8. Januar 2007 in Los Angeles) war eine kanadisch-US-amerikanische Schauspielerin und Sängerin. Ihre bekanntesten Rollen waren Sephora, die Frau von Moses, in dem Monumentalfilm Die zehn Gebote (1956) und Lily Munster in der Fernsehserie The Munsters (1964–1966).

## Leben
De Carlos Vater William Middleton war Neuseeländer, dessen Vorfahren aus England stammten. Ihre in Frankreich geborene Mutter hatte sizilianische und schottische Vorfahren. Gefördert von ihrer Mutter, lernte sie bereits in jungen Jahren tanzen, sang im Chor und studierte Schauspielerei. Mit 15 Jahren besuchte sie 1937 zum ersten Mal Hollywood auf der Suche nach einer Rolle, jedoch ohne Erfolg. 1938 wurde sie zur „Miss Venice Beach“ gewählt. 1940 startete sie einen erneuten Versuch in Hollywood und ergatterte eine kleine Rolle in dem Kurzmusical I Look at You und dem Film Harvard Here I Come. Es folgten weitere kleine Rollen, bei denen sie im Abspann häufig nicht erwähnt wurde. Während der Kriegsjahre waren Schauspielerinnen mit exotischem und somit „unamerikanischem“ Aussehen nicht sehr gefragt. Daher arbeitete De Carlo, deren Künstlername eine Kombination aus ihrem zweiten Vornamen und dem Geburtsnamen ihrer Mutter war, nebenbei in Clubs oder als Sängerin. Als ehemalige Chorsängerin besaß sie eine kräftige Stimme (Contraalt).
Ihren Durchbruch hatte sie 1945 als tanzende Spionin in dem Western Salome Where She Danced. Obwohl von der Kritik verrissen, war der Film an den Kinokassen recht erfolgreich und er verschaffte De Carlo einen gewissen Bekanntheitsgrad und bessere Rollen. 1947 spielte sie an der Seite von Burt Lancaster in Zelle R 17 und noch einmal 1949 in Gewagtes Alibi. Regisseur Cecil B. DeMille verpflichtete sie schließlich 1956 für ihren größten Film. Sie übernahm die Rolle der Sephora, der Frau von Moses (verkörpert durch Charlton Heston), in Die zehn Gebote. De Carlo arbeitete mit vielen Leinwandgrößen wie Alec Guinness (in Der Schlüssel zum Paradies, 1953), Clark Gable und Sidney Poitier (in Weint um die Verdammten, 1957), John Wayne und Maureen O’Hara (in MacLintock, 1963), George Montgomery (in Texas-Desperados, 1967), George Hamilton (in Die sechs Verdächtigen, 1968) und Rod Steiger (in Dark Paradise, 1987). Gastauftritte hatte sie in Fernsehserien wie Bonanza und Die Leute von der Shiloh Ranch.

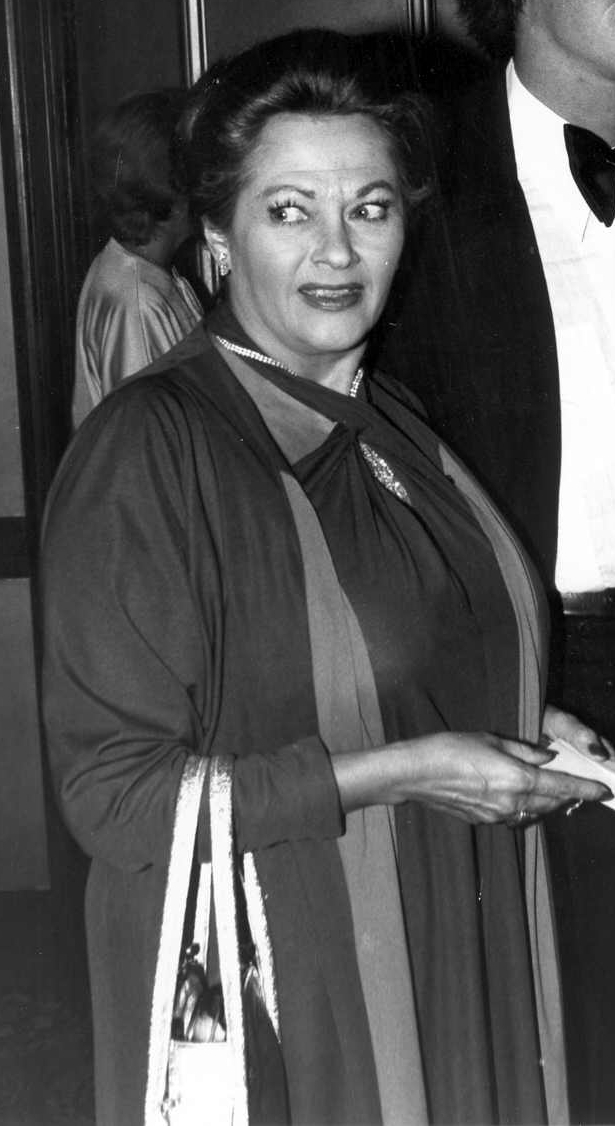
Yvonne De Carlo (1979)

Neue Popularität erlangte sie als Lily Munster in der Fernsehserie The Munsters (1964–1966) und den sich daran anschließenden Filmen von 1966 und 1981. Sie hatte diese Rolle angenommen, weil ihr Ehemann beim Dreh von Das war der Wilde Westen lebensgefährlich verletzt worden war und die Krankenhauskosten sie in Schulden gestürzt hatten. In einer Neuauflage der Fernsehserie The Munsters, dem Fernsehfilm Eine unheimliche Familie zum Schreien von 1995, hatte sie einen Cameo-Auftritt zusammen mit ihren ehemaligen Kollegen Al Lewis, Butch Patrick und Pat Priest.
1957 veröffentlichte De Carlo eine LP mit dem Titel Yvonne De Carlo Sings. In einer Folge von The Munsters spielte sie Harfe und sang selbst. 1971 sang sie in dem Musical Follies am Broadway, wofür sie großes Lob erntete.
Ihre letzte große Filmrolle hatte De Carlo 1991 als Tante Rosa in dem Remake Oscar – Vom Regen in die Traufe von und mit Sylvester Stallone. Für ihre filmischen Leistungen (6124 Hollywood Blvd.) und für ihre Fernseharbeit (6715 Hollywood Blvd.) erhielt sie zwei Sterne auf dem Hollywood Walk of Fame.
Verheiratet war die Schauspielerin von 1955 bis 1968 mit dem Stuntman Robert Morgan. Aus dieser geschiedenen Ehe stammen zwei Söhne, Bob und Michael Morgan. Michael starb 1997. In ihrer Autobiografie berichtete sie auch über zahlreiche Liebhaber, darunter Howard Hughes und Billy Wilder. De Carlo starb 84-jährig im Motion Picture & Television Altersheim in Los Angeles, in das sie 1998 nach einem Schlaganfall gezogen war.

## Filmografie (Auswahl)

### Kino
- 1941: The Kink of the Campus (Kurzfilm)
- 1941: I Look at You (Kurzfilm)
- 1941: Harvard, Here I Come!
- 1942: Die Narbenhand (This Gun for Hire)
- 1942: Youth on Parade
- 1942: Der Weg nach Marokko (Road to Morocco)
- 1942: Gangsterfalle (Lucky Jordan)
- 1942: Rhythm Parade
- 1943: Keine Zeit für die Liebe (No Time for Love)
- 1943: Salute for Three
- 1943: Wem die Stunde schlägt (For Whom the Bell Tolls)
- 1943: Let’s Face It
- 1943: Mutige Frauen (So Proudly We Hail!)
- 1943: The Deerslayer
- 1943: True to Life
- 1944: Stehplatz im Bett (Standing Room Only)
- 1944: Dr. Wassells Flucht aus Java (The Story of Dr. Wassell)
- 1944: Kismet
- 1944: Rainbow Island
- 1944: Here Come the Waves
- 1944: Sturzflug ins Glück (Practically Yours)
- 1944: Bring on the Girls
- 1945: Salome Where She Danced
- 1945: Die Herberge zum Roten Pferd (Frontier Gal)
- 1947: Lied des Orients (Song of Sheherazade)
- 1947: Zelle R 17 (Brute Force)
- 1947: Die falsche Sklavin (Slave Girl)
- 1948: Die schwarze Maske (Black Bart)
- 1948: Casbah – Verbotene Gassen (Casbah)
- 1948: Rivalen am reißenden Strom (River Lady)
- 1949: Gewagtes Alibi (Criss Cross)
- 1949: Rebellen der Steppe (Calamity Jane and Sam Bass)
- 1949: The Gal Who Took the West
- 1950: Die Piratenbraut (Buccaneer’s Girl)
- 1950: Der Wüstenfalke (The Desert Hawk)
- 1951: Tomahawk – Aufstand der Sioux (Tomahawk)
- 1951: Hotel Sahara
- 1951: Die silberne Stadt (Silver City)
- 1952: Menschenjagd in San Francisco (The San Francisco Story)
- 1952: Der rote Engel (Scarlet Angel)
- 1952: Herrin der Gesetzlosen (Hurricane Smith)
- 1953: Sombrero
- 1953: Im Schatten des Korsen (Sea Devils)
- 1953: Der Schlüssel zum Paradies (The Captain’s Paradise)
- 1953: Brennpunkt Algier (Fort Algiers)
- 1954: Die Teufelspassage (Border River)
- 1954: Happy Ever After
- 1954: La contessa di Castiglione
- 1954: Wo der Wind stirbt (Passion)
- 1955: Ritt in die Hölle (Shotgun)
- 1955: Frauen um Richard Wagner (Magic Fire)
- 1955: Insel der Leidenschaft (Flame of the Islands)
- 1956: Die Meute lauert überall (Raw Edge)
- 1956: Die zehn Gebote (The Ten Commandments)
- 1956: König der Hochstapler (Death of a Scoundrel)
- 1957: Weint um die Verdammten (Band of Angels)
- 1958: Timbuktu
- 1958: Kreuz und Schwert (La spada e la croce)
- 1963: MacLintock (McLintock!)
- 1964: Staatsaffären (A Global Affair)
- 1964: Das Gesetz der Gesetzlosen (Law of the Lawless)
- 1966: Gespensterparty (Munster, Go Home!)
- 1967: Texas-Desperados (Hostile Guns)
- 1968: Die sechs Verdächtigen (The Power)
- 1968: Die Wegelagerer (Arizona Bushwhackers)
- 1970: Der Delta Faktor (The Delta Factor)
- 1971: The Seven Minutes
- 1975: Blazing Stewardesses
- 1975: Mad Wurst (It Seemed Like a Good Idea at the Time)
- 1975: The Intruder
- 1976: Won Ton Ton – der Hund, der Hollywood rettete (Won Ton Ton, the Dog Who Saved Hollywood)
- 1976: Blutspur ins Totenreich (La casa de las sombras)
- 1977: Satan’s Cheerleaders
- 1979: Dracula auf Abwegen (Nocturna: Granddaughter of Dracula)
- 1979: Guayana – Kult der Verdammten (Guyana, el crimen del siglo)
- 1979: Fuego negro
- 1979: Psychock (The Silent Scream)
- 1980: Sam Marlow, Privatdetektiv (The Man with Bogart’s Face)
- 1981: Durchgebrannt aus Liebe (Liar’s Moon)
- 1983: Greta, die Hundebestie (Play Dead)
- 1984: Zeit der Geier (Vultures)
- 1985: Flesh and Bullets
- 1987: Dark Paradise (American Gothic)
- 1987: Underground Werewolf (Cellar Dweller)
- 1990: Mirror, Mirror
- 1991: Oscar – Vom Regen in die Traufe (Oscar)
- 1991: Blöd und blöder (The Naked Truth)
- 1992: Desert Kickboxer
- 1993: Seasons of the Heart (Stimme)

### Fernsehen
- 1952: Lights Out (Serie, eine Folge)
- 1953: The Ford Television Theatre (Serie, eine Folge)
- 1953: The Backbone of America
- 1956: Screen Directors Playhouse (Serie, eine Folge)
- 1956: Star Stage (Serie, eine Folge)
- 1957: Schlitz Playhouse of Stars (Serie, eine Folge)
- 1958: Playhouse 90 (Serie, eine Folge)
- 1959: Bonanza (Serie, eine Folge)
- 1960: Adventures in Paradise (Serie, eine Folge)
- 1961: Im Wilden Westen (Death Valley Days, Serie, eine Folge)
- 1961/1962: Unter heißem Himmel (Follow the Sun, Serie, zwei Folgen)
- 1962: Pantomime Quiz (Serie, eine Folge)
- 1963: Amos Burke (Burke’s Law, Serie, eine Folge)
- 1963/1969: Die Leute von der Shiloh Ranch (The Virginian, Serie, zwei Folgen)
- 1964: Zirkusdirektor Johnny Slate (The Greatest Show on Earth, Serie, eine Folge)
- 1964–1966: The Munsters (Serie, 71 Folgen)
- 1967: The Girl from U.N.C.L.E. (Serie, eine Folge)
- 1967: Colonel Custer (Custer, Serie, eine Folge)
- 1970: The Name of the Game (Serie, eine Folge)
- 1974: The Girl on the Late, Late Show
- 1974: The Mark of Zorro
- 1977: Roots (Serie)
- 1978/1979: Fantasy Island (Serie, zwei Folgen)
- 1981: Die Rückkehr der Familie Frankenstein (The Munsters’ Revenge)
- 1985: Mord ist ihr Hobby (Murder, She Wrote, Serie, eine Folge)
- 1986: Ein Gaunerstück mit alten Meistern (A Masterpiece of Murder)
- 1990: Black, der schwarze Blitz (The Black Stallion, Serie, eine Folge)
- 1991: Dream On (Serie, eine Folge)
- 1993: Geschichten aus der Gruft (Tales from the Crypt, Serie, eine Folge)
- 1995: Eine unheimliche Familie zum Schreien (Here Come the Munsters, Serie, Cameo-Auftritt)
- 1995: Quotenkönig im Affenstall (The Barefoot Executive)

## Musik
- Yvonne De Carlo Sings. Label: Ma Se, Audio-CD (23. März 2000).